# Phymatopteris omeiensis
Phymatopteris omeiensis là một loài thực vật có mạch trong họ Polypodiaceae. Loài này được (Ching) Pic. Serm. miêu tả khoa học đầu tiên năm 1973.